# San Felipe (Salta)
San Felipe es una localidad del departamento Rosario de la Frontera, en la provincia de Salta, Argentina.

## Población
Contaba con 112 habitantes (Indec, 2001), lo que representa un descenso del 12,5% frente a los 128 habitantes (Indec, 1991) del censo anterior.

## Sismicidad
La sismicidad del área de Salta es frecuente y de intensidad baja, y un silencio sísmico de terremotos medios a graves cada 40 años